# Anagallis elegantula
Anagallis elegantula är en viveväxtart som beskrevs av Peter Geoffrey Taylor. Anagallis elegantula ingår i släktet Anagallis och familjen viveväxter. Inga underarter finns listade i Catalogue of Life.